# Ocourt
Ocourt era una antigua comuna suiza del cantón del Jura, situada en el distrito de Porrentruy. El 1 de enero de 2009 se fusionó con los municipios de Epauvillers, Epiquerez, Montenol, Montmelon, Saint-Ursanne y Seleute para formar la comuna de Clos du Doubs.
El municipio limitaba con las comunas de Epiquerez, Seleute, Saint-Ursanne, Montmelon, Courgenay, Fontenais y Bressaucourt en Suiza, y Montancy y Brémoncourt en Francia.

## Enlaces externos

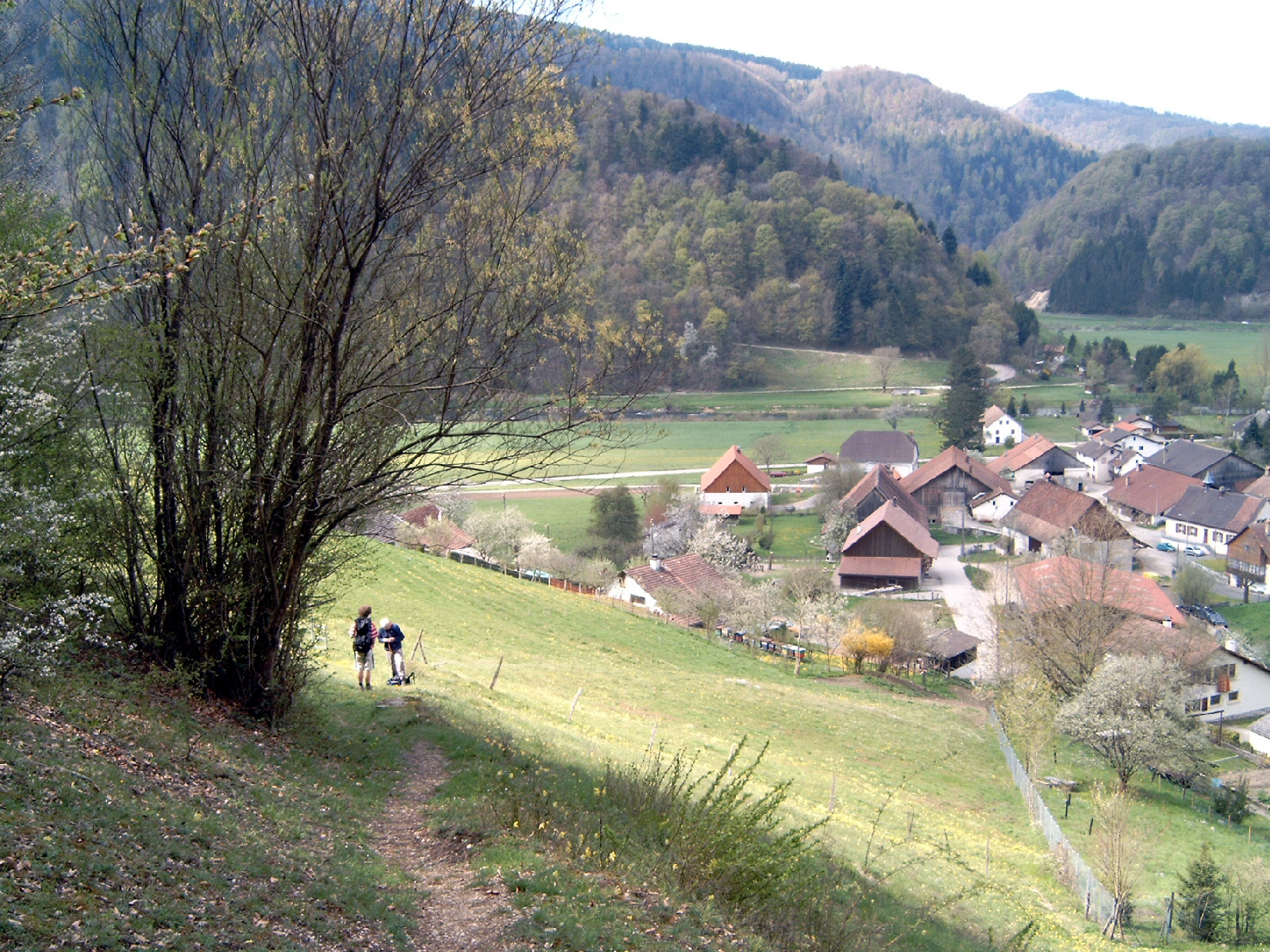
Ocourt en primavera.